# 睁开你的双眼
《睁开你的双眼》（西班牙語：Abre los ojos）是一部1997年西班牙电影，由亚历杭德罗·阿梅纳瓦尔执导。该片获东京电影节最佳影片、西班牙哥雅奖最佳导演、最佳影片等奖项。影片的类型是剧情片、侦探片、科幻片、恐怖片的大杂烩。一些评论家把本片梦境与现实交织的主题与卡尔德隆的杰作《人生如梦》相联系。

## 劇情
施薩在监狱中醒来，戴着面具，尝试向心理治疗师倾诉自己错乱至极的回忆。施薩本來相貌英俊生活無憂，是人們艷羨的對象。他愛上蘇菲亞，認為她是他的真愛；可惜前女友紐莉亞因妒成恨，駕車衝下山坡，企圖與施薩同歸於盡。施薩大難不死，但卻失去了俊朗的面貌。自此，施薩人生失去意義，惘惘終日；後卻忽爾極盡人意，蘇菲亞愛上他、面容也恢復了。如此順心，但卻忽有禍至——他蒙上殺人之罪，在與心理醫生的傾談中，他回思「過去」種種，開始疑惑梦与现实，人生記憶何以混亂如斯......

## 重拍
- 香草天空